# Rainier Wolfcastle
Rainier Wolfcastle je fiktivní postava z amerického animovaného seriálu Simpsonovi.
Je hvězdou akčních hrdinů a blízkou parodií na herce, kulturistu a politika Arnolda Schwarzeneggera. Tento základ byl v průběhu seriálu prokreslen. Wolfcastle pochází z Rakouska, stejně jako Schwarzenegger; začínal jako dítě hraním v celostátních reklamách, zejména pro firmu Fritz Schnackenpfefferhausen vyrábějící klobásy. Wolfcastlova manželka, s níž se v dílu Homerazzi oženil, se jmenuje Maria, stejně jako skutečná Schwarzeneggerova bývalá manželka Maria Shriverová, příbuzná rodiny Kennedyů. Maria je členkou politické dynastie Quimbyů. Stejně jako Schwarzenegger je Wolfcastle aktivním členem Republikánské strany a vlastní vůz Hummer. V epizodě Chlapec, který věděl příliš mnoho říká Bart Simpson Wolfcastlovi, že jeho poslední film stál za nic, čímž naráží na Schwarzeneggerův tehdejší film Poslední akční hrdina, který byl kasovním zklamáním. Wolfcastle vlastní restauraci Planet Springfield, parodii na Planet Hollywood, kterou Schwarzenegger vlastnil společně s dalšími celebritami.
Wolfcastle hrál v mnoha akčních filmech, především v sérii McBain (parodie na akční filmy jako Smrtonosná past) a ve filmu Radioaktivní muž, volné parodii na televizní seriál Batman. Když se ukázky z filmů o McBainovi přehrají v pořadí, v jakém byly vysílány, vytvoří minifilm s plnohodnotným dějem. V titulcích minifilmu byly titulky: „Ale McBain se vrátí v Máte právo zůstat mrtvý.“ parodující rané filmy o Jamesi Bondovi spolu se stylem hudby tradičně používaným v těchto filmech. Wolfcastlovy novější filmy si získaly menší renomé a je nucen hrát i v komediích. Wolfcastle vystupoval jako moderátor Oscarů, mluvčí celebrit a porotce celebrit. Při volbě odvolaného starosty Quimbyho se Wolfcastle ucházel o jeho křeslo. Má dceru Gretu, která se v epizodě Srdci neporučíš zamilovala do Barta.
Scenáristé vymysleli Wolfcastla jako akčního hrdinu McBaina pro díl Ach, rodný bratře, kde tě mám? Protože se jim scéna s touto postavou z této epizody líbila, použili ho znovu v epizodě Takoví jsme byli, která byla odvysílána před dílem Ach, rodný bratře, kde tě mám? Filmy o McBainovi satirizují klišé akčních filmů. Postava se původně jmenovala McBain, dokud nebyl v roce 1991 uveden skutečný film s názvem McBain. Producenti tohoto filmu odmítli povolit seriálu používat toto jméno, a tak se Rainier Wolfcastle stal jménem herce, který hrál roli McBaina. Dan Castellaneta, hlas Homera Simpsona, namlouvá Wolfcastla, když Wolfcastlův dabér Harry Shearer chybí při společném čtení.
V Simpsonových ve filmu je charakterizován Schwarzenegger jako prezident Spojených států. Je velmi podobný předloze Wolfcastla, ale má více vrásek pod očima a jiný účes.